# Afra Saraçoğlu
Afra Saraçoğlu (anhörenⓘ * 2. Dezember 1997 in Istanbul) ist eine türkische Schauspielerin.

## Leben und Karriere
Saraçoğlus Eltern kommen aus Thessaloniki und aus Kreta.
Sie spielte in vielen Serien und Filmen. Am erfolgreichsten war sie 2017 in der Serie Fazilet Hanım ve Kızları. 2019 trat sie in der Fernsehserie Kardeş Çocukları auf. Danach spielte sie 2020 in Öğretmen mit. Ab 2022 spielt sie die Hauptrolle in der TV-Serie „Yalı Çapkını“, die auf Star TV ausgestrahlt wurde.
Saraçoğlu ist mit dem türkischen Schauspieler Mert Yazıcıoğlu zusammen. Das Paar lernte sich 2018 bei den Dreharbeiten von İyi Oyun kennen. Anfang 2023 trennte sich das Paar.

## Filmografie (Auswahl)
Filme
- 2015: En Güzeli
- 2016: İkinci Şans
- 2017: Kötü Çocuk
- 2018: İyi Oyun
- 2018: Aşk Bu Mu?
- 2022: Yalı Çapkını

Serien
- 2017–2018: Fazilet Hanım ve Kızları
- 2019: Kardeş Çocukları
- 2020: Öğretmen
- 2021: Yeşilçam

## Auszeichnungen

### Gewonnen
- 2018: Türkiye Gençlik Ödülleri in der Kategorie „Beste Nebendarstellerin“[6]
- 2018: 45. Pantene Altın Kelebek Ödülleri in der Kategorie „Shining Star Award“[7]